# 共有物分割
共有物分割（きょうゆうぶつぶんかつ）とは、ある動産又は不動産を2人以上で共有している場合において、その共有状態を解消する手続。

## 概要
日本の民法では256条から262条までに規定が存在する。
共有物分割は共有者全員による協議により、当事者間での協議が調わないときは、分割を裁判所に請求できる（民法258条1項）。このほか共有物について権利を有する者及び各共有者の債権者は、自己の費用で、分割に参加することができる（民法260条1項）。この参加の請求があったにもかかわらず、その者を参加させないで分割をしたときは、その分割は、その請求をした者に対抗することができなくなる（民法260条2項）。
相続開始後遺産分割前に、共同相続人の1人から遺産を構成する特定不動産の共有持分権を譲り受けた者が、共有関係の解消のためにとるべき手続は、遺産分割審判ではなく共有物分割訴訟である（最判昭和50年11月7日民集29巻10号1525頁）とした判例がある。
なお、森林法旧186条本文は、共有森林につき共有物分割請求権を一定の場合に禁止していたが、この規定は憲法第29条2項に違反するとされた（最大判昭和62年4月22日民集41巻3号408頁）。

## 共有物分割の手続

### 協議分割
各共有者はいつでも共有物の分割を請求することができる（民法256条1項本文）。ただし、共有者は5年を超えない期間内は分割をしない旨の契約ができる（民法256条1項ただし書）。#共有物の分割禁止参照。
なお、民法256条の規定は、相隣者の共有に属すると推定される境界線上に設けられた境界標・囲障・障壁・溝・堀（民法229条）については適用されない（民法257条）。

### 裁判分割
当事者間での協議が調わないときは、分割を裁判所に請求できる（民法258条1項）。協議が調わないときとは、現実に協議をしたが不調に終った場合のみならず、共有者の一部が協議に応ずる意思がないために、全員で協議をすることができない場合を含む（最判昭和46年6月18日民集24巻5号550頁）。裁判による分割の場合、現物分割が原則であるが、競売による代金分割もすることができる（民法258条2項）。

## 共有物分割の方法

### 現物分割
例えば、米1トンを倉庫に保管して2人で共有している場合、これを500キログラムずつに分けて、それぞれの単有とする方法である。土地についても現物分割ができる（手続きについては#不動産登記を参照）。
A・B共有の一筆の土地を現物分割する場合、まず土地につき分筆をする（明治33年2月12日民刑126号回答）。分筆された土地はそれぞれA・B共有のままであるから、一方にB持分全部移転登記をし、もう一方にA持分全部移転登記をする（昭和36年1月17日民甲106号回答）。これにより、A単独所有の土地とB単独所有の土地の二筆となる。

### 代金分割
例えば、車1台を2人で共有している場合、これを2つに分けることは物理的には可能であっても現実的ではない。そこで、当該共有物を売却し、その代金を分割する方法である。
土地の代金分割の場合、売却した土地につき、買主への共有者全員持分全部移転登記をする。この場合、登記原因に「共有物分割」が登場することはありえない。

### 価格賠償
代金分割と同じ場合で、どちらか一方の単有とし、他方には金銭などの財産的補償をすることができる。これが価格賠償である。
価格賠償は民法に規定が存在しないため、協議による分割の場合は契約自由の原則から認められるが、裁判による分割の場合は認められないとされてきた。しかし、判例は下記のような変遷をたどり、条件付きではあるが、全面的価格賠償（共有物を共有者のうち特定の者に取得させること）を認めるに至った。
- 部分的価格賠償、すなわち現物分割をしたが現物の価格に過不足が生じたときは、持分の価格以上に現物を取得する者に超過分の対価を支払わせて過不足の調整をすることもできるとした判例（最大判昭和62年4月22日民集41巻3号408頁）が出た。
- そして、1.共有物の性質及び形状・共有者の数及び割合・共有物の利用状況などを総合的に考慮し、全面的価格賠償が相当であると認められ、2.共有物の価格が適正に評価され、3.当該共有物を取得する者に支払能力があり、4.他の共有者にその持分の価格を取得させることが共有者間の実質的公平を害しないと認められる特段の事情が存在するとき、は全面的価格賠償も許されるとされた（最判平成8年10月31日民集50巻9号2563頁）。

土地の価格賠償による分割の場合は以下のようになる。
- すべての土地が共有のケース
  - A・B共有の一筆の土地につき、Aの単独所有としBには金銭補償をする場合、当該土地につきB持分全部移転登記をすればよい。
  - A・B共有の甲・乙両土地につき、甲土地についてはAの単独所有とし、乙土地についてはBの単独所有とする場合（登記研究442-84頁）、甲土地につきB持分全部移転登記をし、乙土地につきA持分全部移転登記をすればよい。

- 一筆の土地は単独所有であるケース
  - 甲土地はA・Bの共有だが、乙土地はAの単独所有である場合につき、甲土地をAの単独所有とし、乙土地をBの単独所有として補償することもできる。この場合、甲土地につきB持分移転登記をし、乙土地につき所有権移転登記をすればよい。

- その他の実例
  - 持分と異なる割合で共有とする分割もできる（昭和44年4月7日民三426号回答）。例えば、A（持分5分の3）・B（持分5分の2）共有の土地を分筆し、一方はAの単独所有とし、もう一方の土地をA（持分5分の1）・B（持分5分の4）の共有とすることもできるという意味である。
  - A・B・C・D共有の土地を分筆し、一方をA・Bの共有とし、もう一方をC・Dの共有とすることもできる（登記研究143-49頁）。また、44名で共有している不動産につき、そのうち2名の共有とする持分移転登記の申請は受理される（登記研究367-136頁）。
  - 一方、権利能力なき社団の代表者個人名義で所有権の登記がされている不動産につき、当該社団の他の構成員に対して共有物分割を原因とする所有権移転登記はすることができない（登記研究403-78頁）。

なお、分割の対象となる共有物が多数の不動産である場合、一括して分割の対象とし、分割後の各部分を各共有者の単独所有とすることも許される（最大判昭和62年4月22日民集41巻3号408頁）。例えば、甲・乙両土地をそれぞれA・Bが2分の1ずつ共有している場合において、原則は甲・乙両土地をそれぞれ分割し、A・Bがそれぞれ甲土地を2分の1、乙土地を2分の1に分割したものを単独に所有するべきであるが、甲土地全部をAの単独所有に、乙土地全部をBの単独所有とすることもできるという意味である。これは現物分割ではなく、価格賠償（土地で補償した）とされている。

## 共有物分割と担保責任
各共有者は、他の共有者が分割によって取得した物について、売主と同じく持分に応じて担保責任を負う（民法261条）。

## 共有物に関する証書
- 分割が完了したときは、各分割者は、その取得した物に関する証書を保存しなければならない（民法262条1項）。
- 共有者の全員又はそのうちの数人に分割した物に関する証書は、その物の最大の部分を取得した者が保存しなければならない（民法262条2項）。最大の部分を取得した者がないときは、分割者間の協議で証書の保存者を定める。協議が調わないときは、裁判所が、これを指定する（民法262条3項）。
- 証書の保存者は、他の分割者の請求に応じて、その証書を使用させなければならない（民法262条4項）。

## 共有物分割の対抗要件
説明の便宜上、次のとおり略語を用いる。
- 登記法 - 不動産登記法（平成16年6月18日法律第123号）
- 登記令 - 不動産登記令（平成16年12月1日政令第379号）
- 登記規則 - 不動産登記規則（平成17年2月18日法務省令第18号）
- 記録例 - 不動産登記記録例（2009年（平成21年）2月20日民二500号通達）

### 共有物分割と登記
共有物分割により不動産の所有権が移転した場合、登記をしないと第三者に対抗できない。本稿においては、土地について分割をする場合について述べる。

### 前提の登記
実質上はA・B共有であっても登記記録上A・B共有となっていない場合、前提として更正登記等をしなければならない（昭和53年10月27日民三5940号回答）。また、登記義務者の登記記録上の住所が現在の住所と異なる場合、前提として登記名義人表示変更登記をしなければならない（登記研究573-123頁）。

### 登記申請情報（一部）

#### 登記の目的
登記の目的（登記令3条5号）は、それぞれの例に従い、「登記の目的　A持分全部移転」、「登記の目的　B持分全部移転」など記載とする（記録例219）。

#### 登記原因及びその日付
登記原因及びその日付（登記令3条6号）は、共有物分割の協議成立日を日付とし、「平成何年何月何日共有物分割」と記載する（記録例219）。不動産登記法は、民法又は民法の特別法に根拠があるならそのまま登記原因とできる趣旨だからである。登記原因を「財産分割」とすることはできない（昭和34年10月16日民甲2336号電報回答）。
ただし、既述一筆の土地は単独所有であるケースの場合の乙土地については、「平成何年何月何日共有物分割による交換（又は贈与）」と記載する（記録例220）。乙土地は共有物分割そのもので所有権が移転したわけでないからである。

#### 登記申請人
登記申請人（登記令3条1号）は、持分を得る者を登記権利者とし、失う者を登記義務者として記載する。なお、法人が申請人となる場合、以下の事項も記載しなければならない。
- 原則として申請人たる法人の代表者の氏名（登記令3条2号）
- 支配人が申請をするときは支配人の氏名（一発即答14頁）
- 持分会社が申請人となる場合で当該会社の代表者が法人であるときは、当該法人の商号又は名称及びその職務を行うべき者の氏名（平成18年3月29日民二755号通達4）。

#### 添付情報
添付情報（規則34条1項6号、一部）は、所有権移転登記の原則どおり、登記原因証明情報（登記法61条）、登記義務者の登記識別情報（登記法22条本文）又は登記済証及び書面申請の場合には印鑑証明書（登記令16条2項・登記規則48条1項5号及び47条3号イ(1)、登記令18条2項・登記規則49条2項4号及び48条1項5号並びに47条3号イ(1)）である。登記権利者の住所証明情報（不動産登記令別表30項添付情報ロ）も添付しなければならないとするのが先例（昭和32年5月10日民甲917号回答）である。なお、法人が申請人となる場合は更に代表者資格証明情報（登記令7条1項1号）も原則として添付しなければならない。
なお、農地又は採草放牧地（農地法2条1項）の共有物分割の場合、農地法3条の許可書（不動産登記令7条1項5号ハ）を添付しなければならない（昭和41年11月1日民甲2979号回答）。

#### 登録免許税
登録免許税（登記規則189条1項前段）は、不動産の価額の1,000分の20である（登録免許税法別表第1-1(2)ハ）が、当該共有物分割による持分移転登記の前に当該土地につき分筆登記がされており、当該共有物分割による持分移転登記の申請が、当該分筆登記をした他の土地の全部又は一部の持分移転登記と同時に申請された場合、当該共有物分割による持分移転登記に係る土地の価額のうち当該他の持分移転登記において減少する当該他の土地の持分の価額に対応する部分（登録免許税法施行令9条1項）は、不動産の価額の1,000分の4となる（登録免許税法別表第1-1(2)ロ）。
具体的には、A・B共有のある土地を甲土地と乙土地に分筆し、甲土地はA所有に、乙土地はB所有にするとき、甲土地について共有物分割によるB持分移転全部登記を申請する際、乙土地のA持分移転全部登記も同時に申請するなら、甲土地の課税価格のうち乙土地において減少したA持分の価格に相当する分は、1000分の4とするという意味である。

## 共有物の分割禁止

### 共有物分割禁止の定め
共有者は5年を超えない期間内は分割をしない旨の契約ができる（民法256条1項ただし書）。これを「共有物分割禁止の定め」あるいは「共有物不分割特約」などという。この契約は更新できるが、その期間は更新の時から5年を超えない範囲でなければならない（民法256条2項）。
5年を超える期間を特約した場合、不動産質権の存続期間（民法360条1項）や買戻しの期間（民法580条1項）と異なり、短縮できる規定が存在しないため、無効と解されている。
共有物分割禁止の定めは、不動産登記法において登記事項とされている（不動産登記法59条6号）。なお、登記法59条6号に定める登記すべき場合とは、1.契約（民法256条1項ただし書）のほか、2.遺言（民法908条）、3.遺産についての家庭裁判所の審判（民法907条3項）による分割の禁止の場合である。

### 共有物分割禁止の定めの登記
本稿においては、契約により不動産について共有物分割禁止の定めを設定した場合について述べる。この場合、所有権変更登記をすることになる。所有権が移転したわけではないし、名義人の表示に変更があったわけでもないからである。なお、権利の一部の移転の登記を申請する場合においては共有物分割禁止の定めを一括して申請することができる旨の規定（旧不動産登記法39条の2）は現行法上存在しない。従って、権利の一部の移転の登記を申請する場合には、当該定めを登記事項とできなくなったとする説と、権利の一部の移転の登記を申請する場合に限らず、権利の全部の移転の場合や設定・保存の場合においても当該定めを登記事項とできるようになったとする説（登記インターネット66-148頁等）に分かれている。

### 登記申請情報（一部）

#### 登記の目的
登記の目的（登記令3条5号）は、所有権一部移転登記又は共有名義の登記の順位番号を記載し（昭和50年1月10日民三16号通達1（注）1）、例えば「登記の目的　3番所有権変更」のように記載する（記録例202）。「登記の目的　共有物不分割の特約の登記」とすることはできない（昭和49年12月27日民三6686号回答）。

#### 登記原因及びその日付
登記原因及びその日付（登記令3条6号）は、共有物分割禁止の定めの合意の日を日付とし、「原因　平成何年何月何日特約」と記載する（昭和50年1月10日民三16号通達1、記録例202）。登記原因を「合意」とすることはできない（昭和49年12月27日民三6686号回答）。

#### 定めの具体的内容
定めの具体的内容（登記令3条11号ニ）は、「特約　3年間共有物不分割」のように記載する（昭和50年1月10日民三16号通達1、記録例202）。5年を超える共有物分割禁止の定めは無効である（昭和30年6月10日民甲1161号通達）。また、「特約事項　何年間共有物の分割をしないこと」とすることはできない（昭和49年12月27日民三6686号回答）。

#### 登記申請人
登記申請人（登記令3条1号）については、共有者全員が登記権利者兼登記義務者となる講学上いわゆる合同申請を行う（登記法65条）。なお、法人が申請人となる場合、以下の事項も記載しなければならない。
- 原則として申請人たる法人の代表者の氏名（登記令3条2号）
- 支配人が申請をするときは支配人の氏名（一発即答14頁）
- 持分会社が申請人となる場合で当該会社の代表者が法人であるときは、当該法人の商号又は名称及びその職務を行うべき者の氏名（平成18年3月29日民二755号通達4）。

#### 添付情報
添付情報（登記規則34条1項6号、一部）は、登記原因証明情報（登記法61条）、共有者全員の登記識別情報（登記法22条本文）又は登記済証及び書面申請の場合は印鑑証明書（登記令16条2項・登記規則48条1項5号及び同規則47条3号イ(2)、同令18条2項・同規則49条2項4号及び同規則48条1項5号並びに同規則47条3号イ(2)）である（昭和50年1月10日民三16号通達1（注）3及び4参照）。また、法人が申請人となる場合は更に代表者資格証明情報（登記令7条1項1号）も原則として添付しなければならない。
なお、変更登記を付記登記でする場合には登記上の利害関係人が存在するときはその承諾が必要であり（登記法66条）、承諾証明情報が添付情報となる（不動産登記令別表25項添付情報ロ）。この承諾証明情報を提供しないと、当該変更登記は主登記で実行され、利害関係人に共有物分割禁止の定めを対抗できなくなってしまう（登記法4条2項参照）。また、この承諾証明情報が書面（承諾書）である場合には、原則として作成者が記名押印し、当該押印に係る印鑑証明書を承諾書の一部として添付しなければならない（昭和31年11月2日民甲2530号通達参照、登記令19条）。この印鑑証明書は当該承諾書の一部であるので、添付情報欄に「印鑑証明書」と格別に記載する必要はなく、作成後3か月以内のものでなければならないという制限はない。

#### 登録免許税
登録免許税（不動産登記規則189条1項前段）は、不動産1個につき1,000円である（登録免許税法別表第1-1(14)）。